# Shalamar
Shalamar est un groupe américain disco-funk des années 1970 - 1980, originaire de Los Angeles.

## Histoire
Shalamar a été créé par Dick Griffey, célèbre agent de l'émission télévisée R&B Soul Train, et par le producteur Simon Soussan. Le premier single du groupe, un medley de tubes de la Motown inclus dans leur premier album Uptown Festival paru en 1977, ne les révélera pas tout de suite puisque les musiciens sont encore inconnus à cette époque.
Mais dès que le groupe s'octroie la première place des charts, Griffey décide alors de former le groupe Shalamar. Au travers de l'émission Soul Train, il découvre Jody Watley, Jeffrey Daniel et Gerald Brown qui deviendront les chanteurs de Shalamar. Brown sera rapidement remplacé par Howard Hewett en 1978. Commence alors l'envolée de Shalamar et du disco-funk avec Take That to the Bank, morceau issu de l'album Disco Gardens en 1978 (illustration Shusei Nagaoka), puis The Second Time Around issu de l'album Big Fun paru en 1979, A Night to Remember et I Can Make You Feel Good en 1982 dans l'album Friends.
Ils furent récompensés à plusieurs reprises. Watley et Daniel quittèrent le groupe en 1983 et furent remplacés par Delisa Davis et Micki Free en 1984. Jody Watley entama une carrière solo plus que brillante et non sans succès. L'année suivante Shalamar gagna un Grammy Award pour le titre Don't Get Stopped in Beverly Hills paru dans l'album Heartbreak en 1984.
Le départ d'Hewett en 1986, pour se lancer en solo, marque la fin du groupe, malgré l'arrivée de Sidney Justin et l'enregistrement en 1987 de Circumstantial Evidence qui fut un échec.

## Membres
- Howard Hewett ;
- Jody Watley ;
- Jeffrey Daniel ;
- Delissa Davis ;
- Micki Free ;
- Sydney Justin ;
- Carolyn Griffey.

## Discographie
- 1977 : Uptown Festival, (Soul Train /Capitol)
- 1978 : Disco Gardens, (RCA)
- 1979 : Big Fun, (Sequel / Solar)
- 1980 : Three for love, (Capitol)
- 1981 : Go for it, (Solar)
- 1982 : Friends, (Solar)
- 1982 : Greatest Hits, (Solar)
- 1982 : Shalamar & The Whispers - Love for Love, (Solar)
- 1983 : The Look, (Solar)
- 1984 : Heartbreak, (Solar)
- 1986 : The Greatest Hits, (Stylus)
- 1987 : Circumstantial Evidence, (Solar)
- 1990 : Wake Up, (Solar)
- 1990 : Greatest Hits, (Unidisc)
- 1992 : Here It Is: The Best of Shalamar, (MCA)
- 1998 : The Greatest Hits Collection: A Night to..., (Spectrum)
- 2002 : The Best of Shalamar: Ten Best Series, (EMI-Capitol)
- 2002 : Big Fun / Three for Love (2 CD), (Castle)
- 2003 : Greatest Hits, (Collectables)
- 2004 : Anthology, (Solar)

## Producteurs
Dick Griffey, Leon F. Sylvers III, Bill Wolfer, Charles Levan, Dina Andrews, Tom Cartwright, Kirsten Kupper, Bernadette Fauver, Michelle Azzopardi, Kevin Flaherty, Stanley Clarke, William « Dr. Z. » Zimmerman, Howard Hewett, Chuck Gentry.

## Featuring
- Footloose (OST) 1984
- Le Flic de Beverly Hills (Beverly Hills Cop) (OST) 1984 - Don't Get Stopped in Beverly Hills